# مرکز علوم درمانی دانشگاه تگزاس تک

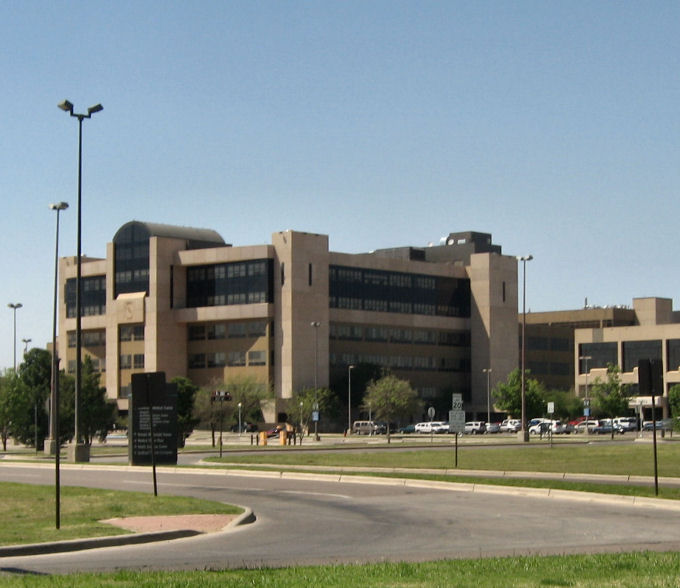

مرکز علوم درمانی دانشگاه تگزاس تک (به انگلیسی: Texas Tech University Health Sciences Center) از مراکز دانشگاهی علوم پزشکی در آمریکا است. 
این دانشگاه در شهر لاباک در شمال تگزاس واقع است و عضو سامانه دانشگاه تگزاس تک است.